# Mormogystia reibellii
Mormogystia reibellii is een vlinder uit de familie houtboorders (Cossidae). De wetenschappelijke naam van deze soort is voor het eerst geldig gepubliceerd in 1876 door Oberthür.
De soort komt voor in tropisch Afrika.